# Rhombophryne tetradactyla
Espèce
Synonymes
- Stumpffia tetradactyla Vences & Glaw, 1991

Statut de conservation UICN

 DD  : Données insuffisantes
Rhombophryne tetradactyla est une espèce d'amphibiens de la famille des Microhylidae.

## Répartition
Cette espèce est endémique de Madagascar. Elle se rencontre sur les îles de Sainte-Marie et de Nosy Mangabe et dans les environs de Tôlanaro. Elle est présente du niveau de la mer jusqu'à 300 m d'altitude.

## Description
Rhombophryne tetradactyla mesure de 13 à 15 mm pour les mâles ; la taille des femelles n'est pas connue. Son dos est brun clair habituellement avec quelques petites taches noires et parfois une ligne longitudinale beige. Son ventre est blanchâtre avec une pigmentation sombre au niveau de la gorge. La peau de son dos est lisse. Les mâles ont un seul sac vocal.

## Étymologie
Son nom d'espèce, du grec ancien τετρα-, tetra-, « quatre », et δάκτυλος, daktylos, « doigt », lui a été donné en référence à ses quatre orteils.

## Publication originale
- Vences & Glaw, 1991 : Revision der Gattung Stumpffia Boettger, 1881 aus Madagaskar, mit Beschreibung von zwei neuen Arten. Acta Biologica Benrodis, vol. 3, no 2, p. 203-219 (texte intégral).